# Ceratozamia
Ceratozamia Brongn., 1846 è un genere di cicadi della famiglia delle Zamiaceae, diffuso in America centrale.
Il nome del genere deriva dal greco κέρας = corno, e si riferisce alla coppia di proiezioni cornee che caratterizzano gli sporofilli maschili e femminili delle specie di questo genere.

## Evoluzione
Studi sulla flora fossile mostrano che il genere Ceratozamia era presente nel Miocene nella regione di Pichucalco, nel Chiapas e nel Cenozoico nelle foreste di Oaxaca.. Nel corso del Pleistocene, a seguito dei cambiamenti climatici, il genere restò confinato in alcune aree del Messico meridionale e all'Honduras. In tali rifugi floristici pleistocenici si svilupparono le specie dei complessi C. norstogii e C. miqueliana (vedi Tassonomia), che rappresentano il gruppo più arcaico, mentre la diffusione del genere a nord della Fascia Vulcanica Trasversale, il campo vulcanico che segna il confine geologico tra America settentrionale e America centrale, stando ai dati molecolari ricavati dal sequenziamento del DNA, appare essere un fenomeno di speciazione relativamente recente.

## Descrizione

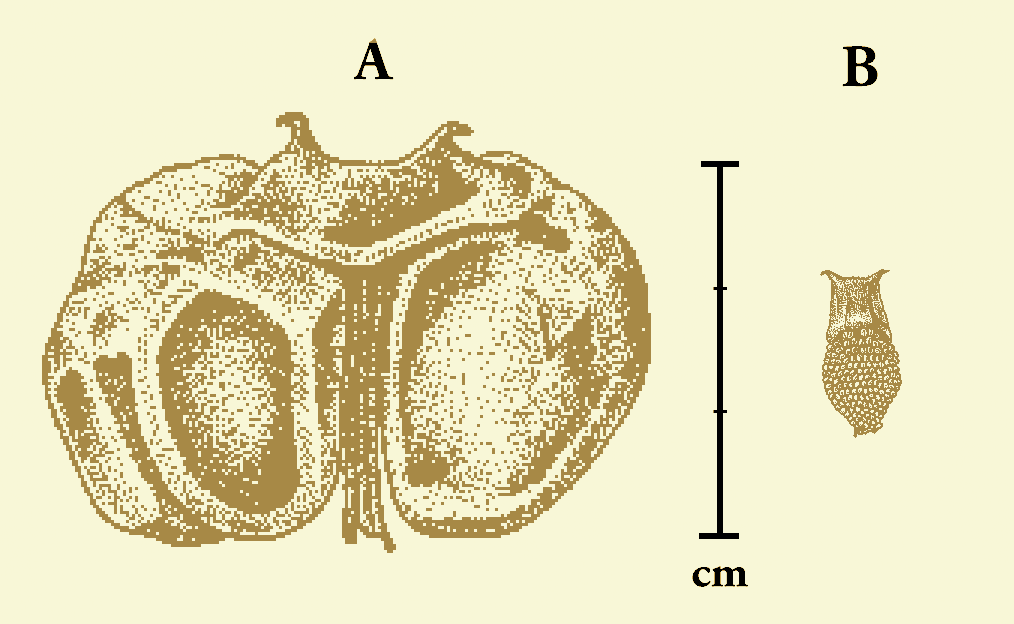
Ceratozamia sp.
A. Sporofillo femmininile (macrosporofillo)
B. Sporofillo maschile (microsporofillo)

Il genere Ceratozamia comprende sia specie arborescenti, con fusti alti sino a 2 m, che specie acauli o pachicauli, con fusto almeno in parte sotterraneo, raramente ramificato, ricoperto da catafilli più o meno tomentosi.
Le foglie, pennate, disposte a corona nella parte apicale del fusto, sono composte da numerose foglioline, caratteristicamente prive di venatura centrale, inserite su un rachide centrale che può essere o meno dotato di spine.

Sono specie dioiche, con coni maschili e femminili portati da esemplari distinti, costituiti da sporofilli arrangiati a spirale lungo l'asse centrale. All'apice degli sporofilli maschili e femminili è presente una coppia di protuberanze cornee, caratteristica distintiva di tutte le specie di questo genere.

## Distribuzione e habitat
Il genere ha un areale che si estende dalle aree temperate e tropicali del Messico sud-orientale, verso il Guatemala, il Belize e l'Honduras.
Le singole specie sono spesso ristrette ad una singola montagna o canyon. Tali aree sono considerate dei veri e propri "rifugi floristici" ovvero delle aree in cui la foresta tropicale, che un tempo ricopriva l'intero Messico, è sopravvissuta ai cambiamenti climatici del Pleistocene che hanno portato alla graduale sostituzione della foresta con la savana.
Gli habitat attuali vanno dalla foresta pluviale tropicale alle foreste di querce; alcune specie, come C. zaragozae, si sono adattate ad habitat xerofili. Crescono dal livello del mare sino a 1800 m di altitudine.

## Tassonomia
Il numero delle specie note di Ceratozamia è passato negli ultimi decenni dalle appena 6 specie descritte sino al 1980, alle 26 specie riconosciute a tutt'oggi (2012).

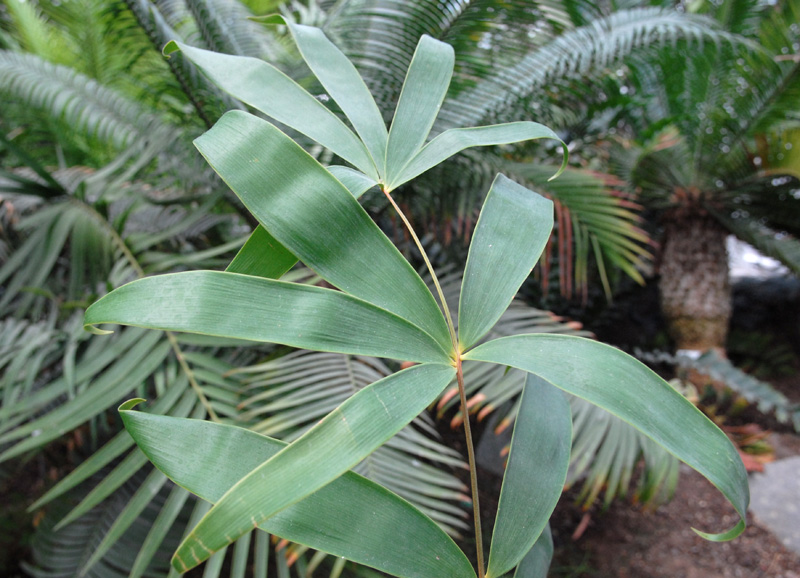
C. hildae

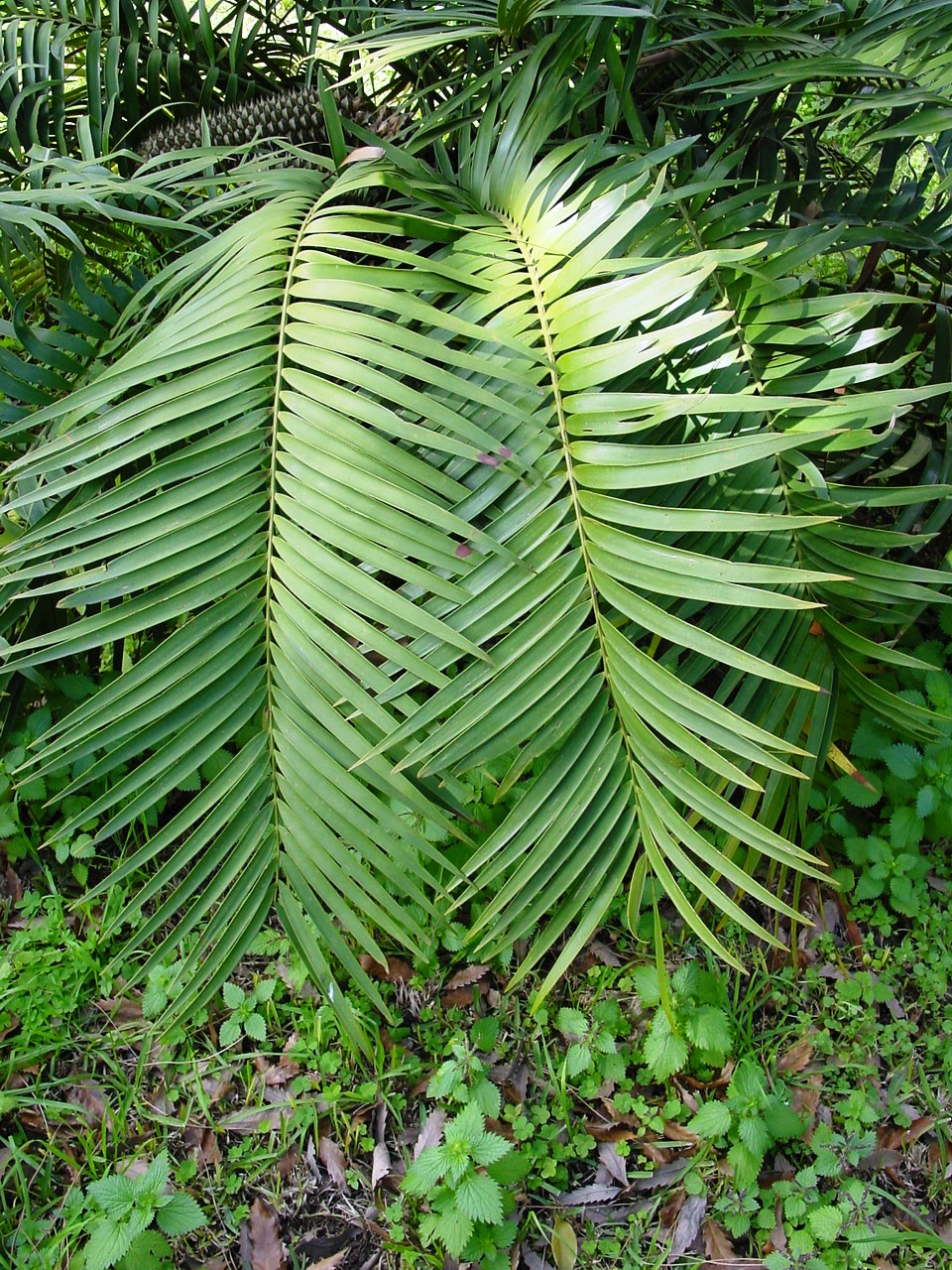
C. mexicana

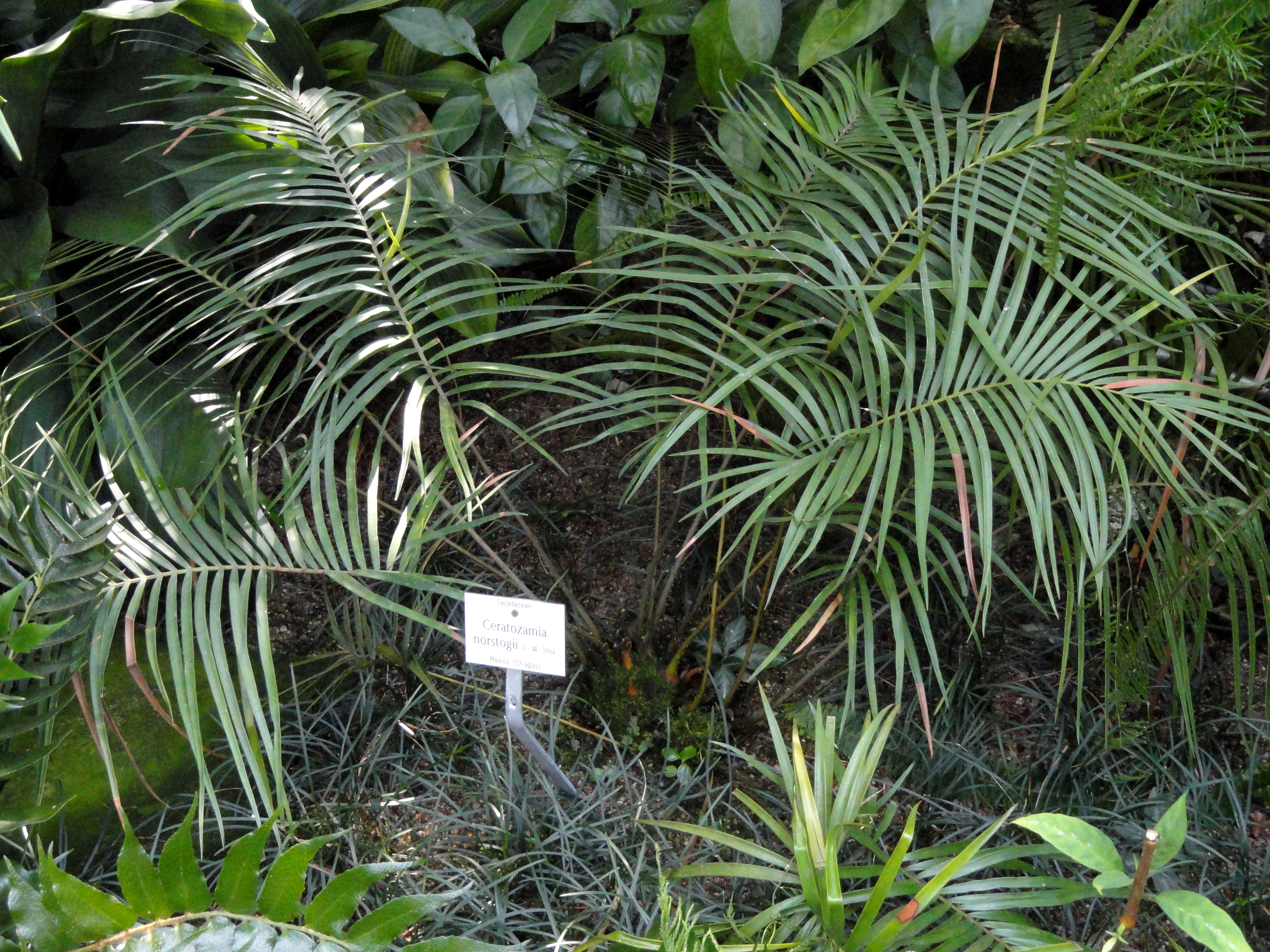
C. norstogii

Gli specialisti del settore suddividono tali specie in 7 raggruppamenti o complessi:
- complesso Ceratozamia latifolia
  - Ceratozamia brevifrons Miq.
  - Ceratozamia latifolia Miq.
  - Ceratozamia decumbens Vovides, S.Avendaño, Pérez-Farr. & González-Astorga[12]
  - Ceratozamia hildae G.P. Landry & M.C. Wilson
  - Ceratozamia huastecorum  S. Avendaño, Vovides & Cast.-Campos
  - Ceratozamia microstrobila Vovides & J.D. Rees
  - Ceratozamia morettii Vázq. Torres & Vovides
- complesso Ceratozamia kuesteriana
  - Ceratozamia kuesteriana Regel
  - Ceratozamia sabatoi Vovides, Vázq. Torres, Schutzman & Iglesias
  - Ceratozamia zaragozae Medellin-Leal
- complesso Ceratozamia matudae
  - Ceratozamia matudae Lundell
  - Ceratozamia vovidesii Pérez-Farr. & Iglesias[13]
- complesso Ceratozamia mexicana
  - Ceratozamia mexicana Brongn.
  - Ceratozamia fuscoviridis D. Moore[14]
- complesso Ceratozamia miqueliana 
  - Ceratozamia miqueliana H. Wendl.
  - Ceratozamia becerrae Pérez-Farr., Vovides & Schutzman
  - Ceratozamia euryphyllidia Vázq. Torres, Sabato & D.W. Stev.
  - Ceratozamia hondurensis J.L. Haynes, Whitelock, Schutzman & R.S. Adams[15]
  - Ceratozamia zoquorum Pérez-Farr., Vovides & Iglesias
- complesso Ceratozamia norstogii, diffuse nella Sierra Madre del Chiapas
  - Ceratozamia norstogii D.W. Stev.
  - Ceratozamia alvarezii Pérez-Farr., Vovides & Iglesias
  - Ceratozamia chimalapensis Pérez-Farr. & Vovides
  - Ceratozamia mirandae Vovides, Pérez-Farr. & Iglesias
- complesso Ceratozamia robusta
  - Ceratozamia robusta Miq.
  - Ceratozamia mixeorum Chemnick , T.J. Greg. & S. Salas-Mor.
  - Ceratozamia whitelockiana Chemnick & T.J. Greg.

## Conservazione
Tutte le specie del genere rientrano in una più o meno grave categoria di minaccia: 3 sono classificate come vulnerabili (p.es. C. mexicana, C. microstrobila), 13 in pericolo (p.es. C. latifolia, C. robusta) e 7 in pericolo critico di estinzione (p.es. C. euryphyllidia, C. fuscoviridis).
Tutte le specie sono inserite nell'Appendice I della Convention on International Trade of Endangered Species (CITES).